# 蒯徹
蒯徹（？—？），范陽人，避諱作蒯通，辯才無雙，善於陳說利害，曾為韓信謀士，並曾經勸籲已受命於劉邦並正在征討各地方割據勢力時的韓信擁兵自立，卻不成功。據傳，東漢末年劉表的謀臣蒯良、蒯越是其後裔。

## 遊說縱橫史
前209年8月，陳涉命武臣北上掃蕩趙地。蒯徹立即游說范陽縣令徐公投降趙王武臣，稍後又說服趙王武臣接受范陽縣令徐公的投降，傳檄千里，不戰而下三十餘城。
前204年，當韓信奉漢王詔攻齊時，在得知酈食其成功說服齊國以後，原本打算退軍。此時蒯徹鼓動說“將軍受詔擊齊，而漢獨發閒使下齊，寧有詔止將軍乎？何以得毋行也！且酈生一士，伏軾掉三寸之舌，下齊七十餘城，將軍將數萬眾，歲餘乃下趙五十餘，為將數歲，反不如一豎儒之功乎？”以漢朝未下詔退軍和爭功勞，說服韓信攻擊未作防備的齊國。
當韓信成為齊王時，項羽曾派武涉去遊說韓信。蒯徹則聳恿韓信自立，成三分天下、鼎足之勢。當韓信以為漢必不負我時，蒯徹直指“足下自以為善漢王，欲建萬世之業，臣竊以為誤矣。……且臣聞勇略震主者身危，而功蓋天下者不賞。”但韓信仍不願背叛，蒯徹知道韓信日後必為劉邦所害，為免於難，乃佯狂為巫祝以避禍。
後來韓信受陳豨事累，為呂后所處死前曾說過“吾悔不用蒯徹之計”，這話傳到劉邦耳裡，下令逮捕蒯徹，打算處死，當時蒯徹辯稱“跖之狗吠堯，堯非不仁，狗因吠非其主。當是時，臣唯獨知韓信，非知陛下也。且天下銳精持鋒欲為陛下所為者甚眾，顧力不能耳。又可盡烹之邪？以狗吠非其主，獨知韓信非知陛下，欲為陛下者眾又可盡烹邪？”成功為自己免除殺身之禍。

## 著作
- 蒯徹论述战国时游说之士的权变之术，也加上自己的评论，著书立说，号称《隽永》。[3]

## 評價
- 司馬遷評價其為“甚矣蒯通之謀，亂齊驕淮陰，其卒亡此兩人！蒯通者，善為長短說，論戰國之權變，為八十一首。通善齊人安期生，安期生嘗干項羽，項羽不能用其筴。已而項羽欲封此兩人，兩人終不肯受，亡去。”
- 班固亦評其為“蒯通一說而喪三俊（韓信、田橫、酈食其）。”
- 刘勰：“至汉定秦楚，辨士弭节。郦君既毙于齐镬，蒯子几入乎汉鼎；虽复陆贾籍甚，张释傅会，杜钦文辨，楼护唇舌，颉颃万乘之阶，抵戏公卿之席，并顺风以托势，莫能逆波而溯洄矣。”（《文心雕龙·论说第十八》）
- 刘克庄：“郦生方横死，蒯彻亦阳狂。设不逢刘季，同趋一鼎汤。”（《杂咏一百首》）
- 茅坤：“武涉之说，为楚也，而蒯通何为哉？其言甚工，假令韩信听之，而欲鼎分天下，海内矢石之斗何日而已乎？大略通特倾危之士，徒以口舌纵横当世耳，非深识者。”（《史记选注集说》）
- 王夫之：“且信始不从蒯彻之言与汉为难者，项未亡也。参分天下，鼎足而立，蒯彻狂惑之计耳。”
- 蔡东藩：“武涉之说韩信，各为其主，原不足怪。蒯彻并非楚臣，何为唆信叛汉，使之君臣相猜，他时钟室之祸，非彻致之而谁致之乎？”
- 林西仲：“蒯生托相术做个起引，其言三分天下也，以息天下之祸为词，且三分之后又可以专制海内，比武涉更高一著。其言终为汉王所擒也，以厚交不可恃，忠信不能保二意倒入功略之大必不见容于汉，比武涉更深一层。末段请其速断，以事机闲不容发，过此以往，则难于行，此则武涉未曾道及也。”（《古文析义（二编）》卷四）
- 现代学者罗根泽认为蒯通是《战国策》一书的作者[4]。

## 后裔
- 蒯良，字子柔，东汉末年诸侯刘表谋士；
- 蒯越，字异度，东汉末年诸侯刘表谋士，后投降曹操[5]。

## 延伸阅读
[在维基数据编辑]
 《漢書/卷045》，出自班固《漢書》